# Friedrich Jakob Haldy
Friedrich Haldy (* 22. März 1788 in Saarbrücken, geboren Friedrich Jakob Haldy; † 5. Juli 1844 ebenda) war ein Kaufmann, Kommunalpolitiker und Saarbrücker Bürgermeister.

## Leben
Friedrich Haldy entstammte einer alten Saarbrücker Kaufmannsfamilie. Er war ältester Sohn des Rotgerbers und späteren Gastwirts Ludwig Anton Haldy (1750–1830). Seine Mutter Maria Louise Wilhelmine geb. Müller (1761–1816) stammte aus Finstigen im nahegelegenen französischen Lothringen. Am 15. Juli 1813 heiratete er Henriette Katherine Karcher, Tochter des Kaufmanns Karl Heinrich Karcher aus St. Johann. Aus der Ehe gingen die Tochter Henriette Amalie Friederike (* 1814) und der Sohn Friedrich Alexander (* 1820) hervor. Haldy betätigte sich als Kohlen- und Holzgroßhändler sowie als Bankier. Am 23. August 1826 wurde Haldy zum Stadtverordneten. Außerdem bewirtschaftete er seit 1829 ein Weingut in Kleinblittersdorf. Seit dem 2. Januar 1837 war Haldy Kreistagsmitglied, seit dem 31. August 1838 erster Beigeordneter des Stadtrats. Am 18. Juni 1841 wurde er Kreisdeputierter und zum kommissarischen Bürgermeister ernannt, am 29. Juni selben Jahres in das Amt eingeführt. Nur wenige Wochen vor seinem Tod, am 4. Mai 1844, erhielt er noch seine Ernennung zum provisorischen Bürgermeister.
Haldy wurde am 7. Juli 1844 auf dem Friedhof Alt-Saarbrücken beigesetzt.

## Ehrungen
1813: Aufnahme in die Saarbrücker Casinogesellschaft.